# レミ・ゴミ
レミ・ゴミ（Rémi Gomis, 1984年2月14日 - ）は、フランス・イヴリーヌ県ヴェルサイユ出身のセネガル代表サッカー選手である。ポジションはMF。

## 経歴
2001年からスタッド・ラヴァルでキャリアをスタートさせ、2007年にSMカーンに移籍した。2009年7月13日、ヴァランシエンヌFCに移籍した。

## 代表歴
2008年10月11日、ガンビア代表戦でセネガル代表として初出場した。